# Montura (Floride)
Montura est une census-designated place du comté de Hendry, dans l'État de Floride, aux États-Unis,. En 2020, elle compte une population de 3 343 habitants.